# Kloster Hiddensee
Das  Kloster Hiddensee (lat.: Abbatia S. Nicolaus in Hiddense), eigentlich Kloster St. Nikolaus, bestand vom 13. bis zum 16. Jahrhundert als Zisterzienserabtei auf der Insel Hiddensee. Nach dem Kloster erhielt die später an dieser Stelle entstandene Wohnsiedlung Kloster ihren Namen.

## Geschichte

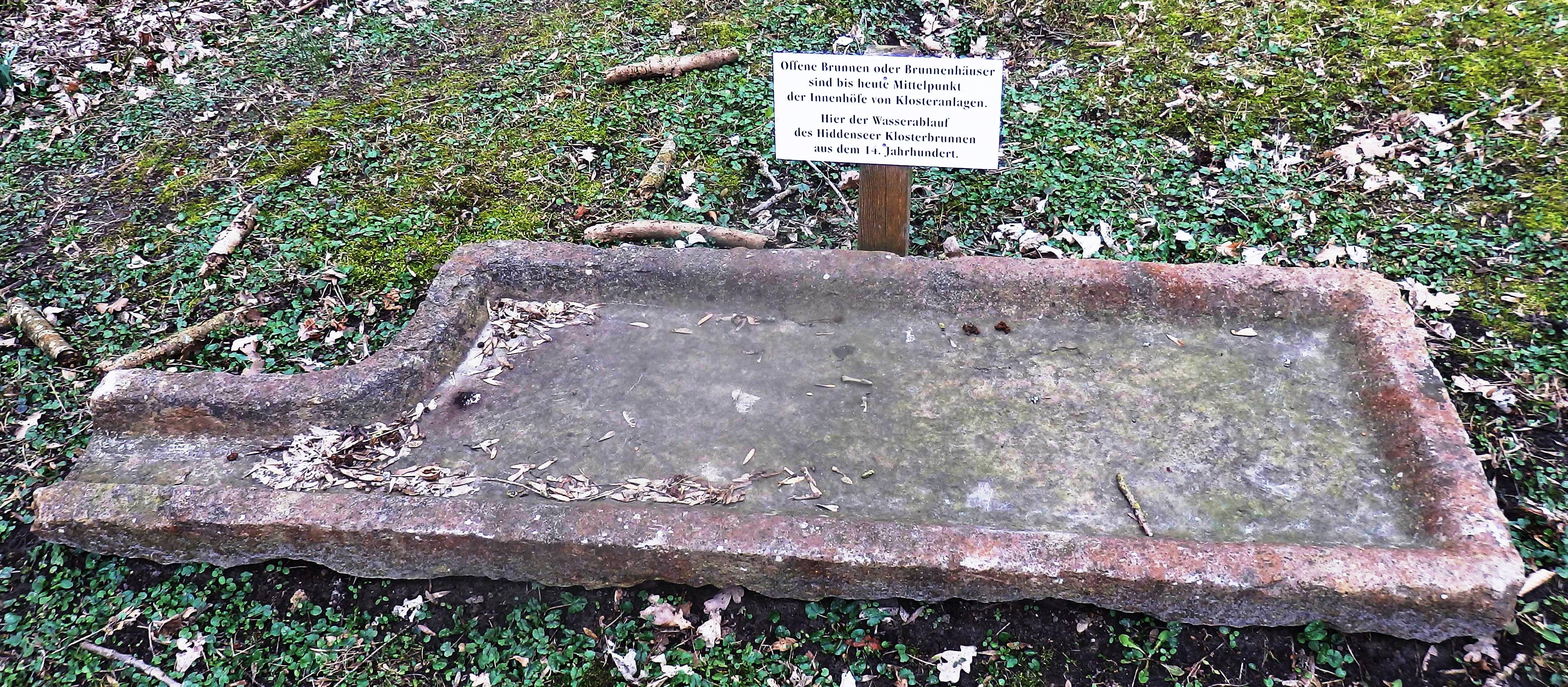
Wasserablauf des Hiddenseer Klosterbrunnens, 14. Jahrhundert, heute gegenüber dem Friedhof

Am 13. April 1296 schenkte der Fürst Wizlaw II. von Rügen gemeinsam mit seinen Söhnen Wizlaw III. und Sambor dem Kloster Neuenkamp aus der Filiation der Primarabtei Morimond die Insel Hiddensee. Bereits in der Schenkungsurkunde wurde die Gründung eines Tochterklosters zu Ehren des Heiligen Nikolaus als Zweck genannt. Weiterhin wurde die Fischerei in den Gewässern zwischen Hiddensee und Rügen sowie das Dorf Zarrenzin auf dem Festland übereignet. Die Insel Zingst wurde für 2.000 Mark sundischer Pfennige zugunsten der Neugründung an das Kloster Neuenkamp verkauft, mit Ausnahme einer Wiese die der Stadt Barth gehörte. Um die Existenz abzusichern, übereignete das Mutterkloster 1298 mit Einzug des Konvents und der Erwähnung des Abtes Heinrich von Hiddensee dem Tochterkloster  drei Salzpfannen der Lüneburger Saline.
Obwohl Wizlaw II. die gesamte Insel dem Kloster geschenkt hatte, bestanden noch von anderer Seite Rechtsansprüche auf Hiddensee. In der folgenden Zeit war Nikolauskamp, wie das Kloster in Anlehnung an Kamp zu Beginn noch genannt wurde, voll damit beschäftigt, verbliebene Rechte Dritter abzulösen. Auch auf dem Zingst musste für verschiedene Grundstücke noch an Dritte gezahlt werden. Die Sundische Wiese musste 1306 an die Stadt Stralsund zurückgegeben werden.
1299 überließ der Pfarrer von Schaprode auf Rügen dem Kloster Hiddensee die bisher zu seinem Amtsbereich gehörende Seelsorge auf der Insel. Er erhielt dafür eine jährliche Rente und ersparte sich bei schlechtem Wetter die schwierige Überfahrt. Der Vergleich wurde 1310 durch Papst Clemens V. bestätigt, obwohl Zisterzienser üblicherweise keine Pfarrdienste verrichteten.

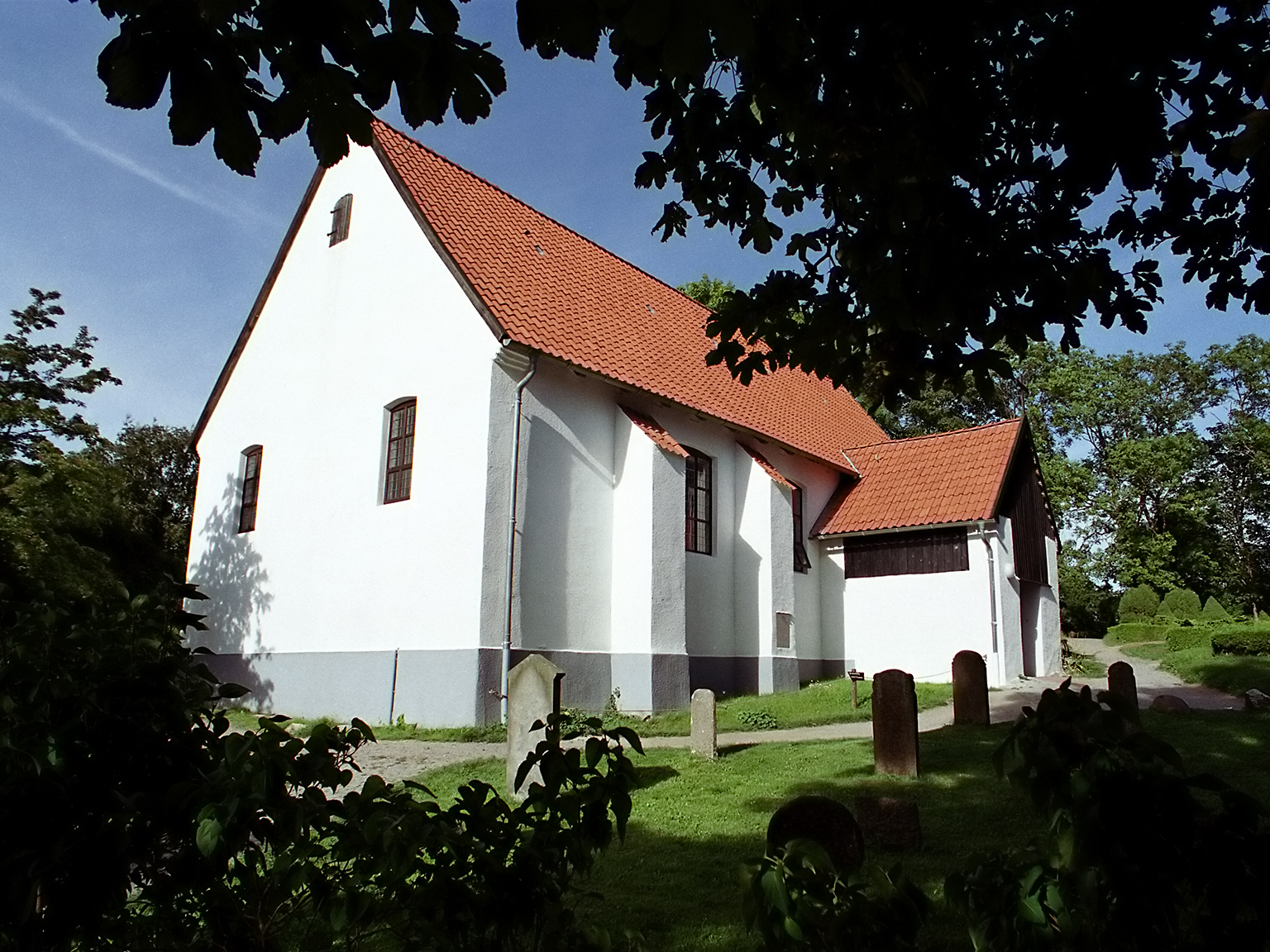
Die Inselkirche als letzter verbliebener Teil des Klosters Hiddensee

Das Kloster siedelte sich im Norden der Insel an. Es befand sich in der Nähe des Hafens des heutigen Ortes Kloster. Durchschnittlich bewohnten 12 Mönche und weitere Laien das Kloster. 1302 wurde eine Kapelle auf der südlichen Halbinsel Gellen eingeweiht. Der Bischof von Roskilde, dessen Bistum die Insel Hiddensee unterstand, erlaubte 1306 dort einen Taufstein aufzustellen. Im gleichen Jahr schloss das Kloster Hiddensee einen Vertrag mit Stralsund über die Errichtung eines Leuchtturms („Luchte“) auf dem Gellen. Die Stadt stellte das Gebäude, das Kloster die Besetzung und die Unterhaltung des Feuers. 1332 wurde das Taufbecken in eine im Norden der Insel neu errichtete Kapelle verlegt, die damit zur Gemeindekirche wurde und heute als Inselkirche Hiddensee der letzte erhaltene Teil des Klosters ist. Die Gellenkirche war für die Schiffer und Seereisenden zuständig.
Über die Ansiedlung deutscher Einwanderer ist wenig bekannt. In den Anfangsjahren des Klosters wurde das Dorf Plogshagen gegründet, heute ein Teil von Neuendorf. Die Zisterzienser legten zwei Grangien an: einen Ackerhof im Norden nahe dem Kloster und einen Viehhof südlich davon. Wegen der Vitte, dem Anlandungsplatz für den Heringsfang, heute ein Ort auf Hiddensee, kam es 1426 zum Streit mit Stralsund.
Seit 1300 bemühte sich die Abtei Hiddensee auch auf Rügen Besitzungen zu erwerben. Das gelang vor allem in der Gegend von Schaprode und Trent, sowie auf den Halbinseln Wittow und Jasmund. Jedoch kam kein größerer zusammenhängender Besitz zustande. Deshalb blieb der Ertrag der Lüneburger Salzpfannen für das Kloster bis zuletzt von größter Bedeutung. 1373 wurde das Kloster von einer Feuersbrunst heimgesucht und 1389 durch einen zweiten Brand fast vernichtet. Die Neueinweihung der Klosterkirche innerhalb der Klostermauern fand 1410 statt. Vom wirtschaftlichen Rückgang des Klosters zeugen zwischen 1475 und 1495 die sich häufenden Anleihen. Nach der Einführung der Reformation in Pommern überstieg 1534 der Ertrag aus dem Salz geringfügig das Einkommen aus den Ländereien.
Auf Befehl des pommerschen Herzogs wurde schon 1525 ein Verzeichnis der Kleinodien und der seidenen Gewänder des Klosters angefertigt und der Großteil dieser Wertgegenstände nach Wolgast gebracht.
Mit der Säkularisation wurde 1536 das Zisterzienserkloster aufgehoben und der Klosterhof in ein Kammergut mit herzoglichem Amt umgewandelt. Und nach der Säkularisation des Bistums Roskilde traten der Abt und der Mönchskonvent von Hiddensee 1538 das Kloster an die pommerschen Herzöge ab. In die verlassenen Klostergebäude zog der herzogliche Rentmeister ein. Als man 1570 das Rentamt Hiddensee mit Bergen vereinigt hatte, begannen die Klostergebäude zu verfallen.
Im Dreißigjährigen Krieg wurden die schon verfallenen Gebäude weiter zerstört und ihre Steine zum Bau eines Gutshofes in Kloster (Hof Kloster) verwendet. Der schwedische Oberst Berendt Christoph von Wolffradt (* 1671; † 1742) hatte von seinem Vater Gutsbesitz auf Kloster Hiddensee übernommen. Der dann viel später in bürgerlicher Hand der Familie Wüstenberg befindliche in genealogischen Quellen als Stadtgut Kloster Hiddensee bezeichnete landwirtschaftliche Betrieb hatte nach dem 1939 letztmals publizierten Güter-Adressbuch Pommern einen Umfang von 239 ha. Nach Daten aus dem Deutschen Geschlechterbuch zog sich die Familie bereits um 1937 aus dem Gutsbetrieb zurück. Die Nachfolge trat zeitlich versetzt der spätere kurzzeitige Kurator der Universität Greifswald Rüdiger von Hagen, Bruder des Widerstandskämpfers Albrecht von Hagen, an. Heute sind von dem Kloster nur noch das alte Eingangstor und Reste der Mauer erhalten.
Bei Bauarbeiten wurde 1954/1955 durch das Institut für Denkmalpflege Berlin der Südflügel der Klausur freigelegt.
Zwischen 1959 und 1961 führte das Kunsthistorische Institut der Ernst-Moritz-Arndt-Universität Greifswald archäologische Grabungen durch. Dabei wurde festgestellt, dass die Klosterkirche ein dreischiffiger, neunjochiger Bau mit Querschiff war. Die Raumaufteilung der rechteckigen Klausur wurde in Grundzügen erfasst.

## Äbte des Klosters
Namen und Jahreszahlen bezeichnen die urkundlich nachweisbare Erwähnung als Abt des Klosters Hiddensee. Die Äbte trugen den Krummstab.
| - 1297–1298 Heinrich - 1300–1306 Peter - 1314–1325 Johann - 1326–1342 Hermann - 1343–1349 Maquard von Kiel - 1356–1383 Jakob - 1386–1396 Heinrich | - 1400–1422 Nikolaus - 1423–1427 Heinrich - 1428–1446 Johannes von Manteuffel - 1448–1452 Gerhard - 1452–1466 Otto - 1466–1475 Johannes Cluckow oder Runneberg (Grabstein in der Inselkirche) | - 1475–1483 Johannes - 1486–1486 Laurentius Pelle - 1486–1497 Heinrich Swinemann - 1498–1513 Timmo (Blome aus Husum) - 1513–1536 Georg Vilter, zog in den Hiddenseer Abtshof in Stralsund und wurde 1560 in der dortigen Nikolaikirche beigesetzt. |